# David Carabott
David Carabott (n. Melbourne, 18 de mayo de 1968) en un exfutbolista y actual entrenador australiano, nacionalizado maltés, que se encuentra sin equipo tras entrenar al Marsa FC en la Premier League de Malta.

## Trayectoria

### Como futbolista
Nacido en Melbourne (Australia), de pequeño se mudó junto a su familia a Malta, país donde se formó y donde debutó como futbolista con el Marsaxlokk FC tras ser fichado del Birzebbuga St. Peters FC, equipo donde se formó. Tras cuatro temporadas en el club, fue traspasado al Paola Hibernians FC. Permaneció en el equipo un total de trece temporadas, siendo su etapa más exitosa, ya que llegó a ganar la Premier League de Malta en dos ocasiones, además de la Supercopa de Malta y la Copa Maltesa. Tras haber jugado 228 partidos, en los que marcó 57 goles, Carabott se fue al Valletta FC, donde también consiguió ganar una Premier League de Malta, una Copa Maltesa y una Supercopa de Malta, los tres títulos en 2001. Posteriormente volvió a jugar para el Marsaxlokk FC, Għajnsielem FC, Msida Saint-Joseph FC, Sliema Wanderers FC, Balzan Youths FC y por último de nuevo para el Marsaxlokk FC, club en el que se retiró como futbolista en 2011 a los 43 años de edad.

### Como entrenador
Tras ser jugador-entrenador del Balzan Youths FC y del Marsaxlokk FC, en julio de 2012 Carabott firmó como entrenador del primer equipo del Zurrieq FC, consiguiendo que el equipo ascendiera a la Premier League de Malta.

## Selección nacional
Hizo su debut con la selección de fútbol de Malta el 15 de noviembre de 1987, cuando pertenecía al Paola Hibernians FC, contra Suiza en un partido de clasificación para la Eurocopa 1988, partido que acabó con 1-1. En total Carabott ha jugado un total de 122 partidos y marcado 12 goles, siendo el primero un año después de su debut en su duodécimo partido, el 23 de noviembre de 1988 en un partido amistoso contra Chipre. Hasta la fecha, gracias a sus 122 partidos como internacional, es el futbolista que más veces ha vestido la camiseta de la selección.

## Clubes

### Como futbolista
| Club                     | País  | Año       | Partidos | Goles |
| ------------------------ | ----- | --------- | -------- | ----- |
| Birzebbuga St. Peters FC | Malta | 1982-1983 | ¿?       | ¿?    |
| Marsaxlokk FC            | Malta | 1983-1987 | 47       | 15    |
| Paola Hibernians FC      | Malta | 1987-2000 | 228      | 57    |
| Valletta FC              | Malta | 2000-2003 | 65       | 6     |
| Marsaxlokk FC            | Malta | 2003-2005 | 28       | 3     |
| Għajnsielem FC (cedido)  | Gozo  | 2005      | 12       | 2     |
| Msida Saint-Joseph FC    | Malta | 2005-2006 | 10       | 1     |
| Sliema Wanderers FC      | Malta | 2006-2007 | 30       | 0     |
| Għajnsielem FC           | Gozo  | 2007-2008 | 3        | 0     |
| Balzan Youths FC         | Malta | 2009-2010 | ¿?       | ¿?    |
| Marsaxlokk FC            | Malta | 2010-2011 | 1        | 0     |

### Como entrenador
| Club             | País  | Año       |
| ---------------- | ----- | --------- |
| Balzan Youths FC | Malta | 2009-2010 |
| Marsaxlokk FC    | Malta | 2010-2011 |
| Zurrieq FC       | Malta | 2012-2013 |
| Marsa FC         | Malta | 2014-2015 |

## Palmarés

### Como futbolista

#### Campeonatos nacionales
| Título                  | Club                | País  | Año  |
| ----------------------- | ------------------- | ----- | ---- |
| Premier League de Malta | Paola Hibernians FC | Malta | 1994 |
| Premier League de Malta | Paola Hibernians FC | Malta | 1995 |
| Supercopa de Malta      | Paola Hibernians FC | Malta | 1994 |
| Copa Maltesa            | Paola Hibernians FC | Malta | 1998 |
| Premier League de Malta | Valletta FC         | Malta | 2001 |
| Copa Maltesa            | Valletta FC         | Malta | 2001 |
| Supercopa de Malta      | Valletta FC         | Malta | 2001 |